# Hôtel de ville de Lauterbourg
L'hôtel de ville de Lauterbourg est un monument historique situé à Lauterbourg, dans le département français du Bas-Rhin.

## Localisation
Ce bâtiment est situé au 21, rue de la Première-Armée à Lauterbourg.

## Historique
L'édifice fait l'objet d'une inscription au titre des monuments historiques depuis 1932.

## Architecture

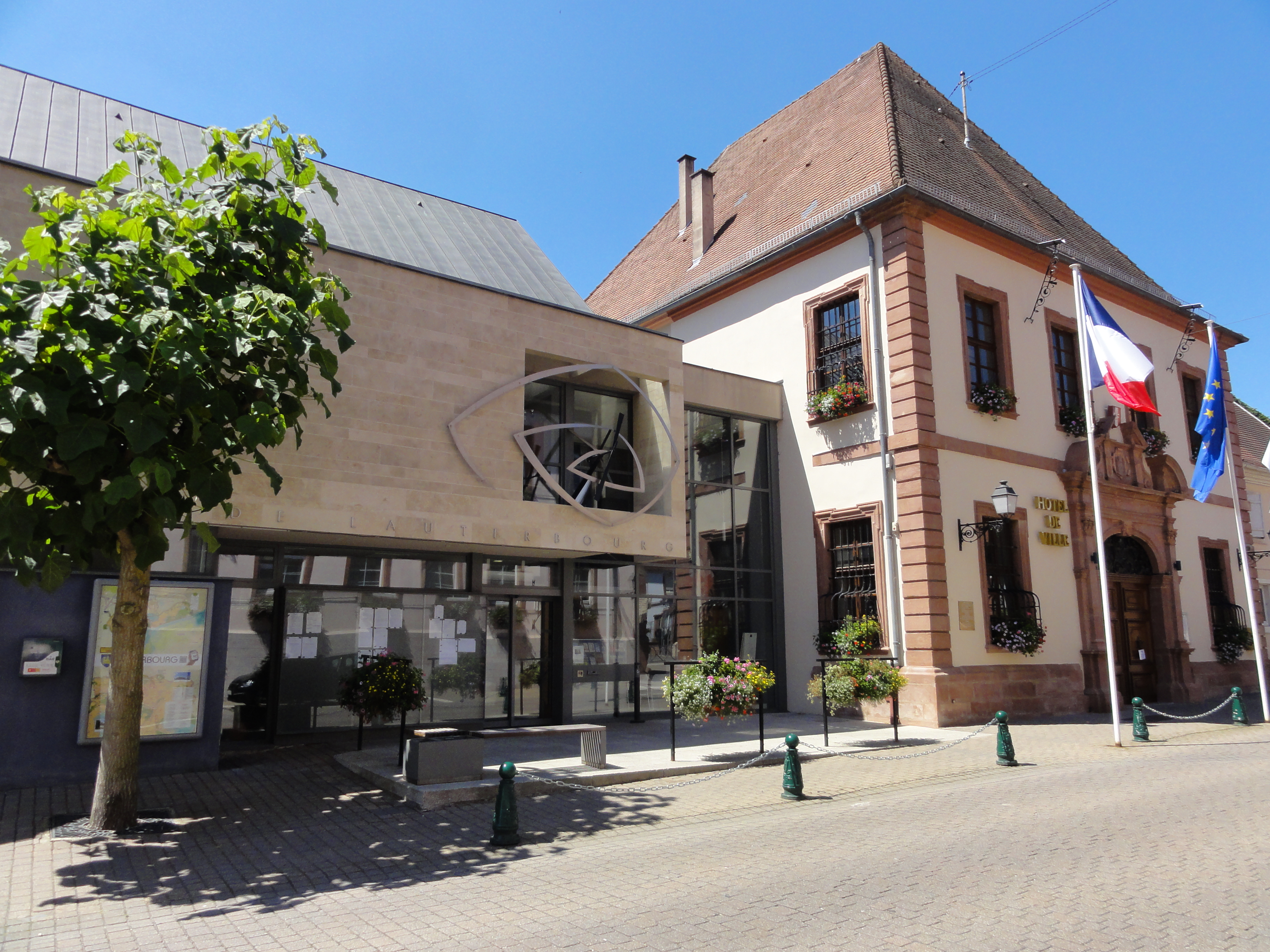
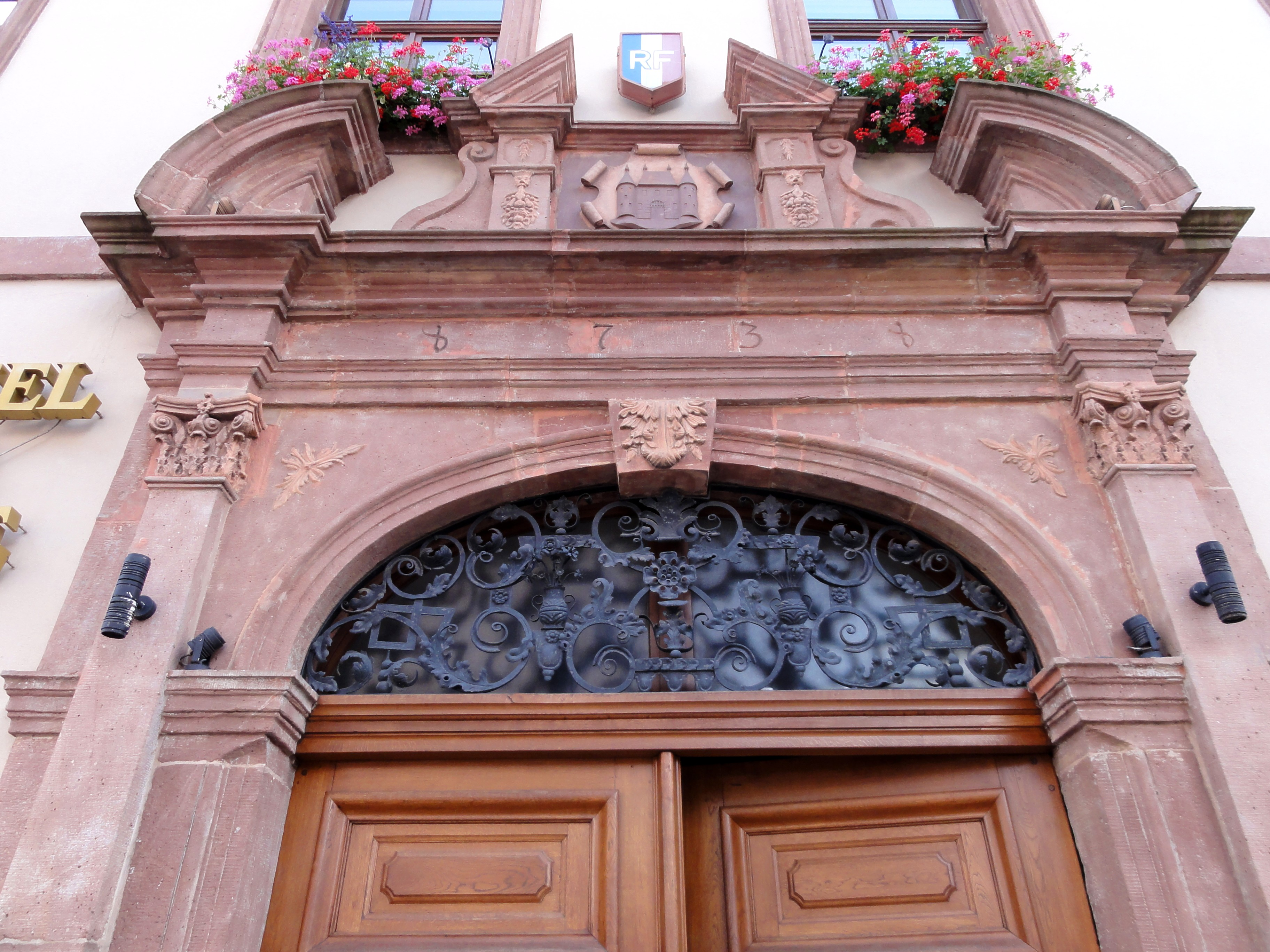